# Jernej Dolžan
Jernej Dolžan, slovenski rimskokatoliški duhovnik, pisatelj in narodni buditelj, * 16. avgust 1815, Križe pri Tržiču, † 3. februar 1880, Radovica.

## Življenje in delo
Gimnazijo je končal v Novem mestu, filozofijo in bogoslovje pa je študiral v Ljubljani in bil v 4. letniku posvečen (1841). Kaplanoval je v Kostanjevici do 1845, Čemšeniku do 1848, Toplicah, Leskovcu in Šentvidu pri Stični in bil župnik na Radovici.
Že v zadnjih letnikih gimnazije je prišel v stik s slovensko jezikovnokulturno sfero ter postal 1841 član Pintarjevega semeniškega čitalniškega zbora, kjer se je uril v slovenščini. Pisal je članke o rimski zgodovini in o problemu vere in narodnosti ter objavil povest Mati božja dobrega sveta (Celovec, 1868). Domišljal si je, da je s svojim zgodovinskim člankom, kjer istoveti Ilire in Slovence, »pot pokazal, po kateri se mora naša zgodovina gibati, če hoče narodna imenovana biti«. Bil je strogo cerkvenega duha in zagovarjal narodnost s tezo, da je »poglavitni del narodnosti vera«.